# Mélusine (album)
Albums de Mélusine
La Prison d'amour
(1976)
Mélusine est le premier album studio du groupe folk français Mélusine, sorti en vinyle en septembre 1975 chez Polydor, puis édité pour la première fois en CD (digipack) en juillet 2013.

## Présentation
Sources : Le mouvement folk en France par Valérie Rouvière,; IRMA
Enregistré à Paris en juillet 1975 pour Polydor et sorti en septembre 1975, ce disque est le premier album de la formation en trio (comprenant Jean-Loup Baly, Jean-François Dutertre et Yvon Guilcher) qui fera connaître le groupe Mélusine.
Le disque s'ouvre sur une chanson décrivant les misères de la condition militaire, "Le Matin au point du jour", qui contribuera au succès de Mélusine, chanson à la fois très sombre et très belle, contant l'histoire d'un soldat qui assassine son officier. Elle est mise à l'index sur les antennes de la radio publique pendant plusieurs mois en raison de son caractère ressenti comme antimilitariste. Heureusement, de nombreux concerts en direct à la radio, des apparitions à la télévision et le passage fréquent d'un titre comme "Je descends dans mon jardin" font connaître l'album.
Mélusine y propose aussi une version inédite de "Pierre de Grenoble" (provenant de ses propres collectages dans les Cévennes), bien différente de celle de Malicorne par son aspect épuré, sa musique totalement différente et son texte alternatif, ainsi que deux plages de polyphonies a cappella, dont une version de "La Peronnelle" à la musique là-aussi très différente de celle de Malicorne. Quant aux "Filles qui entrent en danse" dont Yvon Guilcher est l'auteur et à la "Ronde du Tournebout", composée par Jean-Loup Baly, elles semblent directement issues de la tradition.
Mais c'est surtout le traitement polyphonique des chansons qui va frapper le public et construire l'image de Mélusine comme groupe vocal novateur.
Ainsi, dès ce premier disque Mélusine affirme son style musical : polyphonies fondées sur des modèles populaires, mais ouvertes à l'innovation harmonique, chansons accompagnées strictement par des instruments traditionnels acoustiques, mais avec des recherches d'alliances de timbres entre cordes pincées, cordes frottées et vents différents pour chaque chanson.
Le répertoire de ce premier album alterne harmonieusement polyphonies a cappella et chansons instrumentalisées, ponctuées de quelques danses traditionnelles, danses et chansons étant tirées de recueils ou provenant de collectages.
Les critiques sont enthousiastes : « Ce disque est beau, il est bien fait, sans tricherie ; une réussite colorée », affirme Nicolas Cayla dans Rock & Folk.
Ce premier album contribue à faire connaître la musique folk au grand public et à la sortir des circuits marginaux et hisse immédiatement Mélusine parmi les « groupes phares » du folk en France.
En célébration du quarantième anniversaire de la naissance de Mélusine et à l'initiative de Jean-François Dutertre, Compagnie Mélusine réédite en juillet 2013 en CD digipack les deux premiers albums du groupe : Mélusine (1975) (CM414801) et La Prison d'amour (1976) (CM414802) (distribution : L'autre distribution).

## Pochette
Au dos de la pochette, quelques notes présentent le groupe : « Une fée autrefois s'appelait Mélusine. Sa légende court la France d'Est en Ouest. Mariée à un riche seigneur, une malédiction chaque samedi la transforme à moitié en serpent. À moins qu'elle ne soit plus simplement fée des sources et des étangs. Par exemple, en Franche-Comté, elle est la vouivre. Elle apparaît comme un des personnages principaux du folklore français. Pour nous, elle est un nom et une image. Comme elle, qui est de partout et de nulle part, notre musique emprunte à toutes les provinces de France. Maintenant que sont morts ceux qui ont connu la fée Mélusine, autrefois et ailleurs, nous pensons que l'héritage de la musique traditionnelle parle au même titre à toutes les sensibilités d'aujourd'hui, qu'elles soient rurales ou citadines. Notre musique n'est pas du passé : elle a notre âge comme Mélusine. ».

## Liste des titres
Sources ,
| No  | Titre                                                                                      | Durée |
| --- | ------------------------------------------------------------------------------------------ | ----- |
| 1.  | Le matin au point du jour                                                                  | 2.34  |
| 2.  | J'ai un long voyage à faire / Bourrée d'Aurore Sand                                        | 4.23  |
| 3.  | Pierre de Grenoble                                                                         | 4.05  |
| 4.  | Les filles qui entrent en danse                                                            | 2.53  |
| 5.  | Bourrées : Ai fatz uno mestresso / D'ound benes bous Pierre / Para lou loup (instrumental) | 3.51  |
| 6.  | Je descends dans mon jardin / Piou Piou                                                    | 3.40  |
| 7.  | J'ai fait une maîtresse / Ronde du Tournebout                                              | 6.46  |
| 8.  | La Péronnelle                                                                              | 3.27  |
| 9.  | Buvons tous à pleins verres                                                                | 1.52  |
| 10. | Mazurka / Les Morvandiaux (instrumental)                                                   | 3.42  |
| 11. | Indicatif (instrumental)                                                                   | 0.20  |

Tous les titres : paroles et musique traditionnelles, arrangements Mélusine sauf : 
 n°4 Yvon Guilcher, 
 n°7b (Ronde du Tournebout) Jean-Loup Baly, 
 n°11 Marc-Antoine Charpentier

## Crédits
Sources ,
- Enregistrement / Production : Jean-Luc Pourquier
- Conception graphique : Claire Hénault
- Conception graphique (lettrage) : Patrick Archaux
- Photographie (recto) : M. Delluc
- Photographie (verso) : Jack Touroute

## Personnel
Sources ,
- Jean-François Dutertre : chant, vielle, épinette des Vosges, mandole, bodhrán.
- Yvon Guilcher : chant, flûtes à bec, cromorne, bodhrán, cuillères.
- Jean-Loup Baly : chant, épinette des Vosges, accordéon diatonique, pipeau.

## Sources et références
1. ↑  « Histoire du mouvement revivaliste > Articles et entretiens à télécharger > lien "Le mouvement folk en France (1964-1981)": Partie 01 / Partie 02 / Partie 03 / Partie 04, Valérie Rouvière, 2002 (travail de maitrise d'Histoire culturelle contemporaine, Modal/FAMDT) », sur www.cmtra.org (consulté le 20 juin 2020)
2. ↑  « "Le mouvement folk en France (1964-1981)": Partie 02 (pdf), Valérie Rouvière, 2002 (travail de maitrise d'Histoire culturelle contemporaine, Modal/FAMDT) », sur cmtra.org (consulté le 20 juin 2020)
3. 1 2  « Mélusine réédité » [archive du 4 novembre 2013], sur archive.is, 2018 (consulté en janvier 2018)
4. 1 2 3  Discogs / Mélusine : Mélusine
5. 1 2 3  Recorded Recorders Database / Page 532